# Zbigniew Herbert

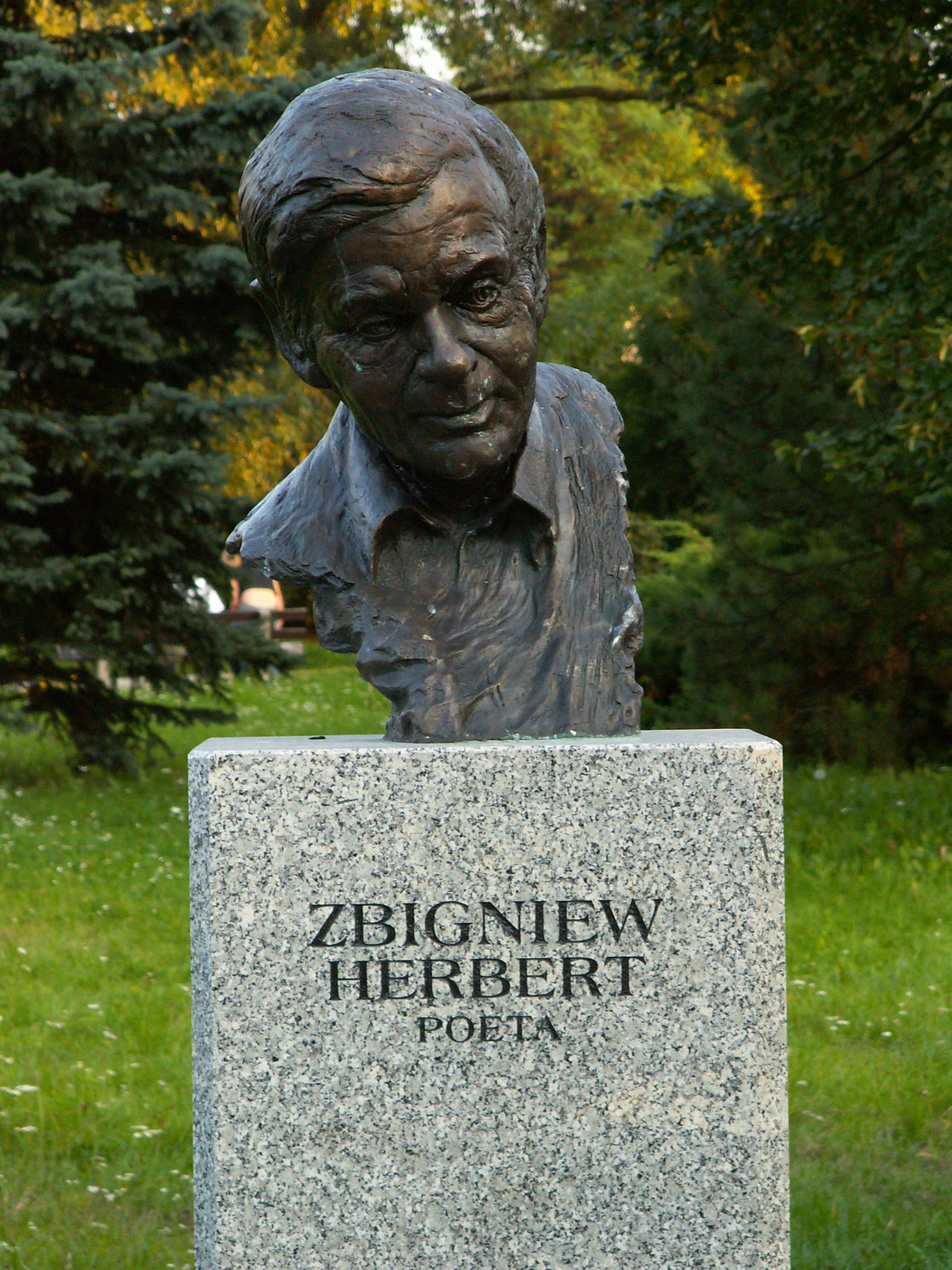
Standbeeld van Herbert in Kielce

Zbigniew Herbert (Lwów, 29 oktober 1924 – Warschau, 28 juli 1998) was een Pools dichter, toneelschrijver en essayist.

## Leven en werk
Herbert was de zoon van een bankier. Tijdens de Tweede Wereldoorlog studeerde hij ondergronds Pools, na de oorlog doorliep hij de handelsacademie in Krakau en studeerde hij rechten in Toruń en filosofie in Warschau. Hij vatte een liefde op voor de klassieken en de filosofie, waarin hij zich vanaf 1950 verder verdiepte.
Herbert was 24 toen de communisten de macht in Polen overnamen. Over de Stalinistische onderdrukking heeft hij opgemerkt: “Ik dacht dat het mijn leven lang zou duren”. Maar ook: “Toen ik nog lid was van de schrijversbond hield ik mezelf voor dat ik nooit iets zou schrijven in overeenstemming met de richtlijnen van de partij. Nooit van mijn leven”.
Herberts eerste dichtbundel, Een snaar van licht, verscheen in 1956 tijdens een periode van relatieve ‘dooi’. Een jaar later al verscheen zijn tweede bundel, waarin hij voorzichtig het literaire conformisme en de Stalinistische onderdrukking aan de kaak stelde. Door zijn snel gegroeide reputatie, in eerste instantie met name in West-Duitsland, was hij in staat diverse reizen naar het buitenland te maken. Bij het publiceren van volgende bundels werd Herbert echter gedwongen terughoudender te zijn in zijn kritische bewoordingen en zo ontspon zich een voortdurend spel met de Poolse censuur, welke critici tot de dag van vandaag nog bezighoudt.
Herbert verwerkt in zijn poëzie regelmatig ervaringen uit de oorlog of hij grijpt terug op de klassieke geschiedenis. Zijn bekendste bundel is Pan Cogito (Meneer Cogito, 1974). Het slotgedicht, 'Meneer Cogito's opdracht', werd later een belangrijk strijdlied tegen het communistische bewind, rond 1980.
In Polen wordt Herbert beschouwd als een klassiek dichter, hoewel hij maar weinig steunt op metrum en rijm. Hij is 'klassiek' in zijn waarnemingen, zowel van de broosheid van mensen als van de 'trouw der dingen'. Zijn poëzie wordt gekenmerkt door beheersing, beknoptheid, eerlijkheid en soberheid, soms ook door een speels-filosofische toon.
Herbert schreef ook nog toneel, enkele korte verhalen en essays. Zijn tweede verzameling essays, De bittere geur van tulpen gaat over Nederlandse schilderkunst in de Gouden Eeuw en een paar andere onderwerpen die op de Nederlandse cultuur van die tijd betrekking hebben.
Het meeste werk van Herbert werd in het Nederlands vertaald door Gerard Rasch. In 1999 verschenen de Verzamelde gedichten bij Uitgeverij De Bezige Bij.

## Fragment uitHermes, de hond en de ster: 'De vijf'
Vijf mannen zullen worden terechtgesteld. Herbert stelt zich de vraag waarover zij spraken in de nacht voor de terechtstelling:
over voorspellende dromen

een avontuur in een hoerenkast

auto-onderdelen

een zeereis

als hij schoppen had

moest hij niet beginnen

wodka was beter dan wijn

waarvan je hoofdpijn kreeg

over meisjes

vruchten

over het leven

en daarom kun je 

in de poëzie de namen van Griekse herders gebruiken

de kleuren van de ochtendhemel trachten te vereeuwigen

over de liefde schrijven

en ook

nog een keer

met dodelijke ernst

de bedrogen wereld

een roos

aanbieden 

## Werk in Nederlandse vertaling
- Barbaar in de tuin, De Bezige Bij, 1995.
- De bittere geur van tulpen, (essays), Uitgeverij Contact, 1994.
- De koning van de mieren, mythologische vertellingen, De Bezige Bij, 2004. (Vertaling Gerard Rasch). (Pools: Król Mrówek.  Prywatna mitologia.)
- Machine van woorden, (gedichten), Meulenhoff, 1975. Door onder anderen Zbigniew Herbert.
- Meneer Cogito, (gedichten), De Bezige Bij, 1990. (Pools: Pan Cogito).
- Rapport uit een belegerde stad, (gedichten), Bert Bakker, 1994. (Vertaling Gerard Rasch). (Pools: Raport z oblezonego miasta i inne wierze)
- Verzamelde gedichten, De Bezige Bij, 1999. (Vertaling Gerard Rasch).